# MacPublisher
MacPublisher est le premier logiciel de PAO pour Macintosh, sorti en 1984, l'année où Apple lança son Macintosh. Les logiciels de PAO concurrents Ready,Set,Go! et Aldus PageMaker  sont lancés l'année suivante.  
MacPublisher développé par Bob Doyle et distribué par Boston Software Publishers.